# Jászalsószentgyörgy
Jászalsószentgyörgy is een plaats (község) en gemeente in het Hongaarse comitaat Jász-Nagykun-Szolnok. Jászalsószentgyörgy telt 3801 inwoners (2001).